# Neil Eckersley
Neil Eckersley (né le 5 avril 1964) est un judoka britannique ayant participé aux Jeux olympiques d'été de 1984. Il y remporte la médaille de bronze dans la catégorie des -60 kg.

## Palmarès

### Jeux olympiques
- Jeux olympiques de 1984 à Los Angeles,  États-Unis
  -  Médaille de bronze